# Calwellia gracilis
Calwellia gracilis is een mosdiertjessoort uit de familie van de Calwelliidae. De wetenschappelijke naam van de soort is voor het eerst geldig gepubliceerd in 1882 door Maplestone.